# Acropora listeri
Acropora listeri är en korallart som först beskrevs av Brook 1893.  Acropora listeri ingår i släktet Acropora och familjen Acroporidae. IUCN kategoriserar arten globalt som sårbar. Inga underarter finns listade i Catalogue of Life.